# Макаров, Леонид Павлович
Леонид Павлович Макаров (26 марта 1954, Уфа — 28 июля 2021) — советский хоккеист, нападающий. Советский и российский тренер.

## Биография
Воспитанник уфимского хоккея. В первенстве СССР играл за команды «Салават Юлаев» (1972/73 — 1973/74, 1976/77 — 1980/81, 1982/83 — 1983/84, 1988/89), СКА Куйбышев (1974/75 — 1975/76), «Динамо» Рига (1976), «Бинокор» Ташкент (1981/82, 1984/85 — 1985/86), «Авангард» Уфа (1985/86 — 1987/88, 1988/89).
Тренер «Салавата Юлаева» (1990/91 — 1997/98). Главный тренер «Новойла» в первой половине сезона 1998/99. Тренер «Салавата Юлаева» со второй половины сезона 1998/99. Главный тренер клуба с 25 января по 16 декабря 2000 года.
Скоропостижно скончался 28 июля 2021 года в возрасте 67 лет.
Сыновья Дмитрий и Константин также хоккеисты.